# Allobates myersi
Allobates myersi es una especie de anfibio anuro de la familia Aromobatidae.

## Distribución geográfica
Esta especie es endémica de Colombia. Habita a unos 200 m de altitud en los departamentos de Amazonas, Vaupés y Caquetá.

## Etimología
Esta especie lleva el nombre en honor a Charles William Myers.

## Publicación original
- Pyburn, 1981 : A new poison-dart frog (Anura: Dendrobatidae) from the forest of southeastern Colombia. Proceedings of the Biological Society of Washington, vol. 94, n.º 1, p. 67-75[5]